# Varronia andreana
Varronia andreana är en strävbladig växtart som först beskrevs av J.Estrada, och fick sitt nu gällande namn av J.S.Mill. Varronia andreana ingår i släktet Varronia och familjen strävbladiga växter. Inga underarter finns listade i Catalogue of Life.